# Populus wulianensis
Populus wulianensis är en videväxtart som beskrevs av S.B. Liang och X.W. Li. Populus wulianensis ingår i släktet popplar, och familjen videväxter. Inga underarter finns listade i Catalogue of Life.